# خنق
خنق (به عربی: الخنق) یک شهرداری در الجزایر است که در استان الاغواط واقع شده‌است.